# Boismont (Meurthe i Mozela)
Boismont – miejscowość i gmina we Francji, w regionie Grand Est, w departamencie Meurthe i Mozela.
Według danych na rok 1990 gminę zamieszkiwało 437 osób, a gęstość zaludnienia wynosiła 80 osób/km² (wśród 2335 gmin Lotaryngii Boismont plasuje się na 635. miejscu pod względem liczby ludności, natomiast pod względem powierzchni na miejscu 969.).